# Jackie Allen

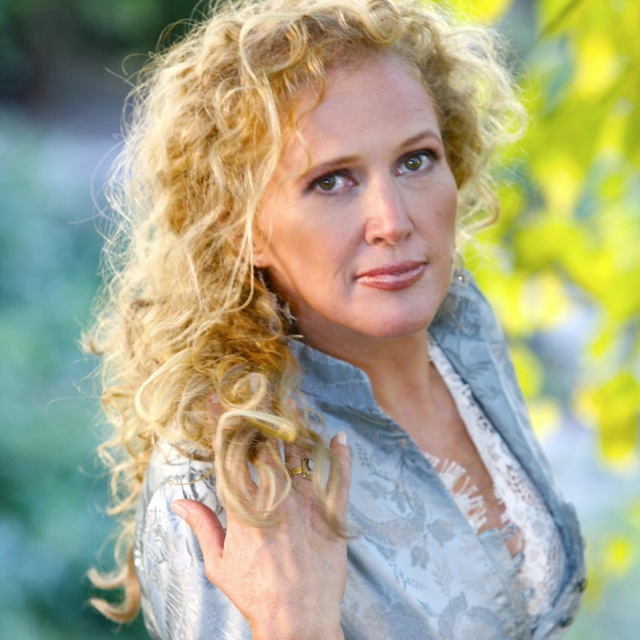
Jackie Allen

Jackie Allen (* 19. Februar 1959 in Brown Deer, Wisconsin) ist eine amerikanische Jazzmusikerin (Gesang).

## Leben und Wirken
Allen wuchs in McFarland (Wisconsin), einem Vorort von Madison, in einer musikalischen Familie auf. Ihr Vater war ein Tubaspieler des traditionellen Jazz. Wie ihre vier Geschwister lernte sie ein Blechblasinstrument und spielte zunächst Waldhorn. Sie studierte Jazzgesang an der University of Wisconsin–Madison und zog dann zurück nach Milwaukee, wo sie mit Melvin Rhyne auftrat. Als Sängerin ist sie von Ella Fitzgerald, Sarah Vaughan, Sänger, Helen Merrill, Shirley Horn und Cassandra Wilson beeinflusst, aber auch von Joni Mitchell, Rickie Lee Jones, Stevie Wonder und Bonnie Raitt.
Vier Jahre später zog Allen nach Chicago und nahm ihr erstes Album, Never Let Me Go (1994), für das Plattenlabel Lake Shore Jazz auf, begleitet von Brad Williams, Edward Petersen und Larry Gray. Ihr Folgealbum Which?, das hervorragende Kritiken erhielt, spielte sie in Los Angeles mit Red Holloway, Gary Foster, Bill Cunliffe, Jim Hughart und Roy McCurdy ein. Anschließend war sie mit ihrer Band auf einer Asien-Tournee und trat als erste Jazzmusikerin auf dem Beijing Music Festival auf.
1999 begann sie im Duo mit Hans Sturm zu arbeiten, mit dem das aufsehenerregende Duo-Album Landscapes: Bass Meets Voice entstand. Mit der Pianistin Judy Roberts nahm sie die Alben Santa Baby und Autumn Leaves auf. Die mit Ensembles um Sturm entstandenen Folgealben The Men in My Life, Tangled und  Love Is Blue haben begeisterte Kritiken erhalten.
Weiterhin ist Allen in der Lehre aktiv. Seit 2011 lebt sie mit Ehemann Hans Sturm und ihrem gemeinsamen Sohn in Lincoln (Nebraska).

## Diskographische Hinweise
- Never Let Me Go (Lake Shore Jazz, 1994)
- Which? (Naxos, 1999)
- The Men in My Life (A440 Music, 2003)
- Tangled (Blue Note Records, 2004)
- Love Is Blue (A440 Records, 2004)
- Starry Night (Avant Bass, 2009, mit dem Muncie Symphony Orchestra)
- Rose Fingered Dawn (Avant Bass, 2017)
- A Romantic Evening with Jackie Allen (Avant Bass, 2019)